# Paspalidium subtransiens
Paspalidium subtransiens là một loài thực vật có hoa trong họ Hòa thảo. Loài này được (Hitchc. & Ekman) Davidse & R.W.Pohl mô tả khoa học đầu tiên năm 1992.